# 石上美帆
石上 美帆（いしがみ みほ、11月26日 - ）は、日本の女性声優。キャロットハウス所属。趣味は菓子作り。特技はバルーンアート。

## 出演

### テレビアニメ
- Code:Realize 〜創世の姫君〜（2017年、ドラクロワ二世[1]）

### 劇場アニメ
- ガールズ&パンツァー 劇場版（2015年、ミッコ[2]、名倉）

### OVA
- ガールズ&パンツァー 最終章（2019年 - 2023年、名倉節子、ミッコ、祖父江、河嶋家 長男[3]）

### ゲーム
2009年
- ヒイロノカケラ 新玉依姫伝承

2010年
- CLOCK ZERO 〜終焉の一秒〜
- 猛獣使いと王子様

2011年
- 月華繚乱ROMANCE
- ワンド オブ フォーチュン2 〜時空に沈む黙示録〜
- インスタントブレイン

2012年
- ARMEN NOIR Portable（ハインド）
- 白華の檻 〜緋色の欠片4〜（言蔵智則〈少年時代〉）
- L.G.S 〜新説 封神演義〜
- キミカレ〜新学期〜
- BROTHERS CONFLICT Passion Pink
- 華鬼 ～夢のつづき～

2013年
- 薄桜鬼 懐古録
- オトメイトちびキャラダイアリー（アプリくん）

2014年
- 天空のクラフトフリート（砂室、エディット、マレッサ）
- BinaryStar

2015年
- 百華夜光
- エンジェルマスター（シトラス）
- Code:Realize 〜創世の姫君〜（ドラクロワ二世）
- 猛獣使いと王子様 ～Flower ＆ Snow～
- CLOCK ZERO 〜終焉の一秒〜 ExTime
- ガールズ&パンツァー戦車道大作戦！（ミッコ）

2016年
- ぼくたちのプロマネ!（四郷莉子）
- 猛獣たちとお姫様（マレク）
- 薄桜鬼 遊戯録 隊士達の大宴会
- ゆのはなSpRING！ ～Cherishing Time～
- Collar×Malice
- BROTHERS CONFLICT Precious Baby

2017年
- Code：Realize 〜彩虹の花束〜（ドラクロワ二世）
- Code:Realize 〜白銀の奇跡〜（ドラクロワ二世）
- 猛獣たちとお姫様 〜in blossom〜（マレク）
- 花朧 ～戦国伝乱奇～

2018年
- ガールズ&パンツァー ドリームタンクマッチ（ミッコ）
- Cendrillon palikA
- Collar×Malice -Unlimited-

2019年
- レンドフルール for Nintendo Switch
- 幻奏喫茶アンシャンテ（コロロ）
- CLOCK ZERO 〜終焉の一秒〜 Devote
- VARIABLE BARRICADE

2020年
- エコーズオブパンドラ（M22ローカスト、カチューシャ、他）
- 遙かなる時空の中で7
- 薄桜鬼 真改 銀星ノ抄

2021年
- LoverPretend（綺羅梨）

2024年
- ミストニアの翅望 -The Lost Delight-（シャルロッテ＝ペレス）

### ドラマCD
- アブナイ★恋の捜査室 〜彼女の合コンを阻止せよ！編〜
- ガールズ&パンツァー ドラマCD5 新しい友達ができました！（ミッコ）
- Code:Realize 〜創世の姫君〜ドラマCD ロンドンLOVEストーリー 〜お義父さんと呼ばないで〜（ドラクロワ二世）
- 白華の檻〜緋色の欠片4〜ドラマCD 二華飾り
- BROTHERS CONFLICT 存在の不確かな神サマだから